# Xanthone

Strukturformel von 9H-Xanthon.

Xanthone sind aromatische Oxoverbindungen, die sich vom Ringsystem des Xanthens ableiten und in der Natur die farbgebenden Substanzen einiger Pflanzen stellen. Sie sind damit sekundäre Pflanzenstoffe, die als Farb-, Duft- und Geschmacksstoffe in Pflanzen produziert werden.

## Beschreibung

Mangostin, ein Polyphenol aus der Mangostanfrucht.

Die Grundsubstanz aller Xanthone ist das 9H-Xanthon mit der Summenformel C13H8O2. Neben ihrer Bedeutung als Farbstoffe und Antibiotika werden einige Xanthone wie das Mangostin (auch Mangostan oder Mangosteen) von Vermarktern entsprechender Produkte als sogenannte Phyto-Nutrients (gr. φυτόν, Pflanze; Nutrient, Nährstoff) bezeichnet. Das 9H-Xanthon wird als selektiv wirkendes Insektizid gegen Mottenlarven eingesetzt.

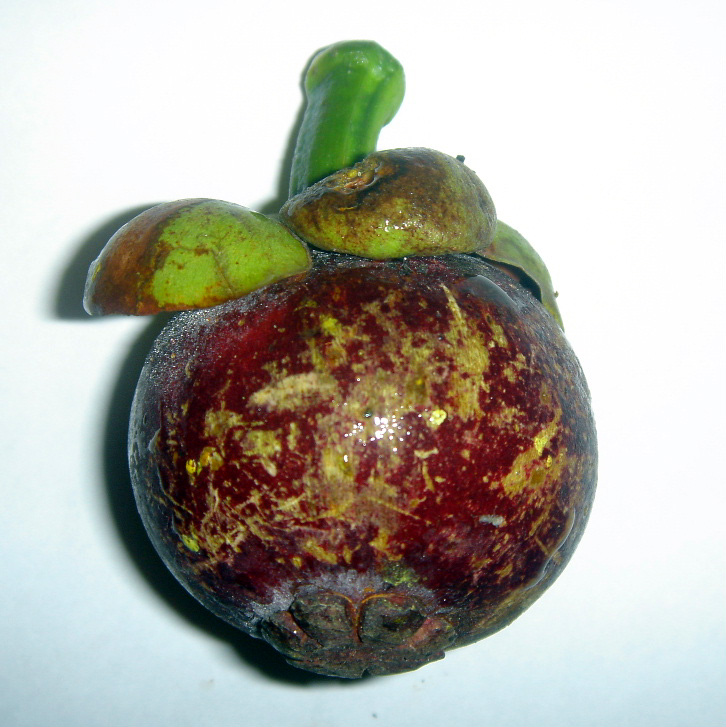
Frucht der Mangostane

## Natürliches Vorkommen
Eine natürliche Quelle von etwa 40 der derzeit 210 bekannten Xanthone sind exotische Früchte aus den tropischen Regionen, die innerhalb des 20. Breitengrades wachsen, beispielsweise Früchte der Mangostane (Garcinia mangostana). Auch viele Schlauchpilze (meist flechtenbildende Lecanoromycetes) und mitteleuropäische
Gentiana- (Enzian) und Aphloia-Arten produzieren Xanthone.  Einige Xanthone wie die Cervinomycine (aus Streptomyces cervinus) und Lysolipin (aus Streptomyces violaceoniger) sind von Bakterien (Streptomyces) gebildete, natürliche Antibiotika.

## Medizinische Bedeutung
Xanthone wurden erst seit Mitte der 1970er Jahre vornehmlich in asiatischen und amerikanischen Studien untersucht. Bestimmte Xanthone, vorwiegend Polyphenole wie etwa Mangostan (auch Mangostin) wirken im Körper antioxidativ (d. h. in Funktion als hocheffiziente Radikalfänger gegen freie Radikale); daraus resultieren bei einigen Xanthonen antibakterielle, antibiotische, anti-hepatotoxische, anti-allergische und antimykotische Eigenschaften. Das 1975 erstmals beschriebene, halogenierte Xanthon-Derivat Lysolipin besitzt sowohl antibiotische Wirkung gegen verschiedenste Bakterien, als auch Anti-Tumor-Aktivität.
In einer im Dezember 2011 veröffentlichten Studie wurde die Wirkung von Xanthonen der Mangostan-Frucht in der chemopräventiven Krebsbehandlung untersucht. Original-Fazit der Studie: „Die Studie stellt die beobachtete Anti-Krebs-Wirkung der Xanthone fest, wodurch das bemerkenswerte Potenzial als ein Antikrebsmittel bekräftigt wird.“
Das ähnliche Cervinomycin wurde 1986 erstmals beschrieben und wird in Form des Triacetylcervinomycin in klinischen Studien als potentieller Arzneistoff getestet. Cervinomycin und Lysolipin besitzen eine dem Tetracyclin (aus Streptomyces aureofaciens) ähnliche Ringstruktur.